# 贡巴昂
贡巴昂，位于中国青海省海东市乐都区芦花乡芦花村，为第五批青海省文物保护单位，公布日期为1988年9月15日，类型为古建筑。
贡巴昂的历史年代为清。